# Mamadou Dansoko
Mamadou Dansoko (ur. 31 lipca 1982 w Abidżanie) – iworyjski piłkarz występujący na pozycji pomocnika.
Wraz z zespołem ASEC Mimosas cztery razy zdobył mistrzostwo Wybrzeża Kości Słoniowej (2000, 2001, 2002, 2003), a także dwa razy zwyciężył w rozgrywkach Pucharu Wybrzeża Kości Słoniowej (1999, 2003).
W barwach FC Lorient rozegrał 9 spotkań w Ligue 2.
W reprezentacji Wybrzeża Kości Słoniowej wystąpił dwa razy. Zadebiutował w niej 29 lipca 2001 w przegranym 1:2 meczu el. do MŚ 2002 z Demokratyczną Republiką Konga, a po raz drugi zagrał 5 grudnia 2001 w wygranej 3:0 towarzyskiej potyczce z Mali.